# Каалі (кратер)

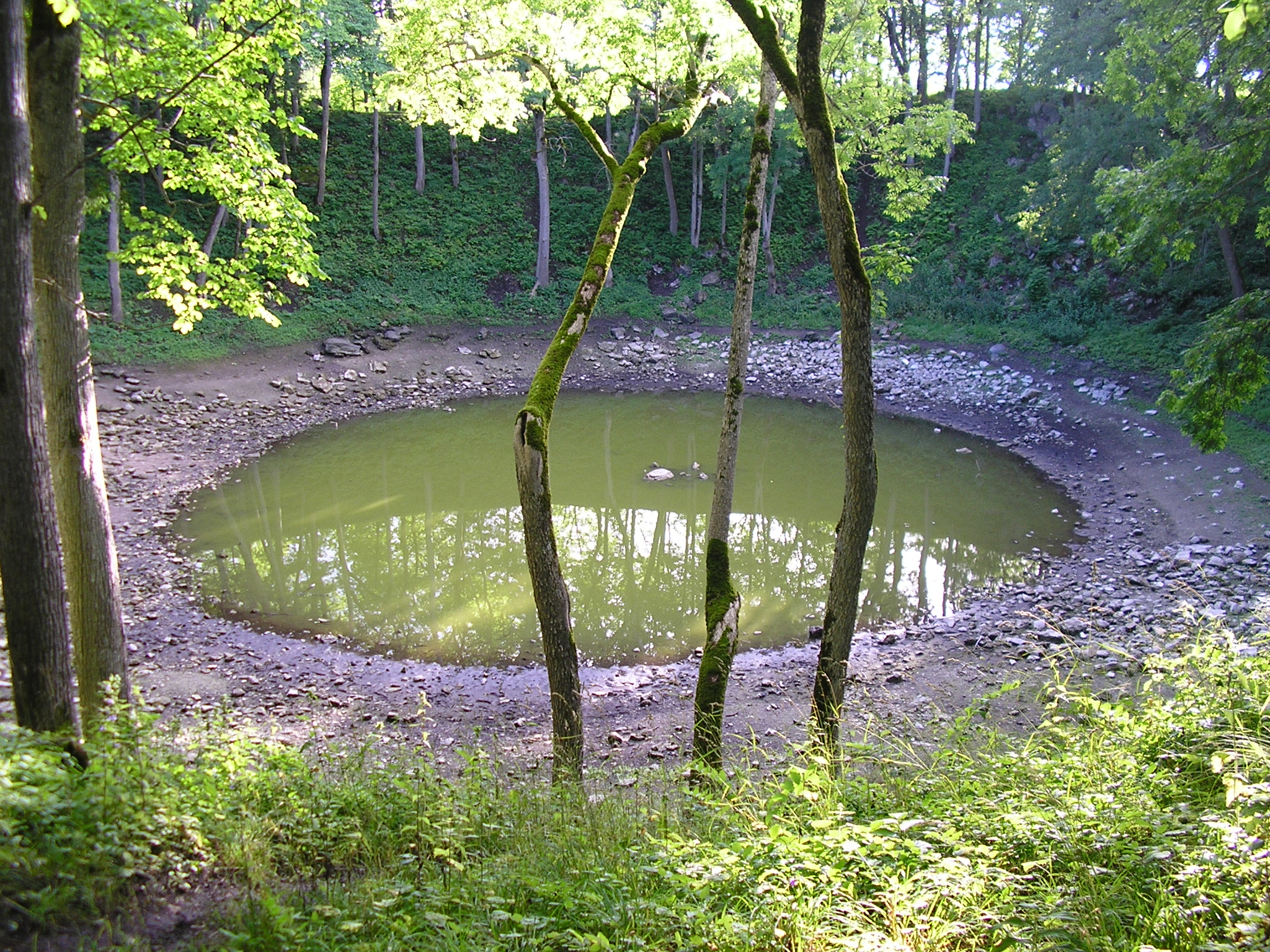

58°22′22″ пн. ш. 22°40′10″ сх. д. / 58.372777777778° пн. ш. 22.669444444444° сх. д.
Ка́алі (ест. Kaali kraater) — астроблема, що утворилася в результаті падіння однойменного метеориту на острів Сааремаа в Естонії.
Розташований за 18 км від Курессааре, у лісі поблизу села Каалі. Метеоритний кратер оточено земляним валом 16-метрової висоти. У ньому розташовано озеро, що має глибину до 6 м та діаметр від 30 до 60 м (залежно від рівня води в озері). В околиці є ще вісім кратерів меншого розміру, від 15 до 40 м у діаметрі.

## Походження

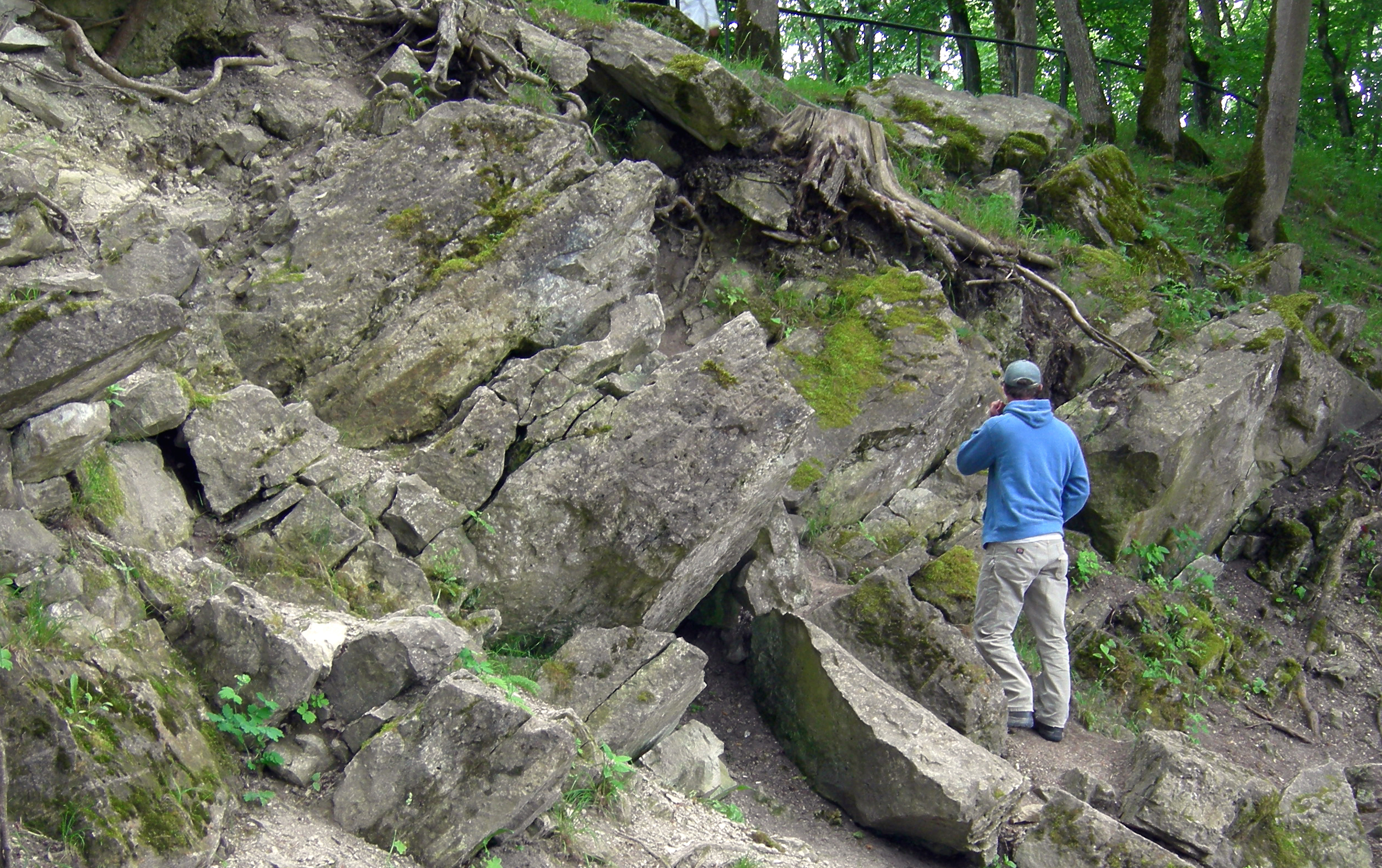
Вибух викинув з головного кратера доломітові скелі.

Метеорит, що впав, імовірно, 4000 років тому, природно, не згадується в естонських літописах, однак його падіння, імовірно, було зафіксовано в естонських рунічних піснях і залишило слід у фінських та шведських легендах. Серед місцевого населення й донині є перекази. Так, відповідно до одного з них, земля поглинула на цьому місці церкву, в якій повінчались брат і сестра. За іншою версією, на цьому місці земля поглинула після нестримної оргії одного поміщика разом з його маєтком і компанією[джерело?].
У XVIII та XIX століттях з'явились гіпотези про вулканічне виверження та доісторичний водний резервуар. Зрештою, 1937 року геолог Рейнвальд виявив опалені рештки дерева й уламки заліза із вмістом нікелю 8,3 %, що стало прямим доказом падіння залізного метеориту.
Припускається, що метеорит вагою від 400 до 10000 тонн увійшов до земної атмосфери з північного сходу зі швидкістю від 15 до 45 км/с, та, втрачаючи через тертя атмосфери в масі, розпався на кілька фрагментів на висоті 5-10 км. Найбільший уламок вагою 20-80 тонн і швидкістю 10-20 км/с утворив великий кратер, результатом падіння решти уламків стало утворення щонайменше восьми менших прилеглих кратерів.
Астроблема Каалі входить до складу ландшафтного заповідника Каалі.